# When the Wild Wind Blows
"When the Wild Wind Blows" é a última faixa do álbum The Final Frontier, da banda britânica Iron Maiden. Com 10:59 de duração é a canção mais longa do álbum. É baseada na graphic novel When the Wind Blows - também adaptada para o cinema em 1986 - contando a história de um casal idoso que se esconde em um bunker por medo da guerra nuclear
Em 1 de julho entrevista com Billboard.com, o guitarrista Dave Murray discutido o tema da música "When the Wild Wind Blows", terceira música mais longa da banda até à data, depois de "Rime of the Ancient Mariner" (Powerslave) e "Sign of the Cross" (The X Factor): 
"O ritmo é um pouco diferente do que fizemos antes, e há muitas melodias... É uma grande canção. Aprendemos em seções apenas porque era um arranjo tão complexo, mas soa muito natural."
De acordo com uma pesquisa do álbum conduzida na página do facebook, a música garantiu maior número de votos entre as outras canções do álbum.

## Integrantes
- Bruce Dickinson - Vocal
- Dave Murray - Guitarra
- Janick Gers - Guitarra
- Adrian Smith - Guitarra
- Steve Harris - Baixo
- Nicko McBrain - Bateria

com
- Kevin Shirley - Produtor